# Tetramorium biskrense
Tetramorium biskrense är en myrart som beskrevs av Auguste-Henri Forel 1904. Tetramorium biskrense ingår i släktet Tetramorium och familjen myror.

## Underarter
Arten delas in i följande underarter:
- T. b. biskrense
- T. b. jarbas
- T. b. kahenae